# Federazione di rugby a 15 della Cambogia
La Federazione Rugby XV della Cambogia è l'organo che governa il Rugby a 15 in Cambogia.
Affiliata all'International Rugby Board, è inclusa fra le nazionali di terzo livello senza esperienze di Coppa del Mondo.